# Катарла
Катарла — река в России, протекает в Тюменской и Свердловской областях. Устье реки находится на восточной оконечности Заводоуспенского пруда по правому берегу реки Айба. Длина реки составляет 13 км.

## Данные водного реестра
По данным государственного водного реестра России относится к Иртышскому бассейновому округу, водохозяйственный участок реки — Пышма от Белоярского гидроузла и до устья, без реки Рефт от истока до Рефтинского гидроузла, речной подбассейн реки — Тобол. Речной бассейн реки — Иртыш.
Код объекта в государственном водном реестре — 14010502212111200008348.

## Населённые пункты
- Кордон Катарла
- Чистое (нежил.)